# Alejandro Da Silva
Alejandro Damián Da Silva (Asunción, 18 maggio 1982) è un ex calciatore paraguaiano di ruolo attaccante.
Iniziò a 8 anni nella scuola calcio Cerro Porteno del club della Prima Divisione del Paraguay, club dove è rimase fino alla metà del 2000, quando firmò per l'Udinese, club italiano, dopo le sue buone prestazioni dalla selezione under 17 del suo paese nella categoria Coppa del mondo.
Al suo arrivo all'Udinese ci furono problemi con il suo passaporto portoghese, per cui trascorse sei mesi senza giocare. Nel 2001 iniziò a giocare per il suo nuovo club, ma  questa volta fu escluso quasi subito dal progetto tecnico e venne quindi ceduto al US Foggia, club italiano di Serie C1 girone B. Nel Foggia riuscì a segnare 11 gol in 43 partite fino a metà del 2005, quando cambiò club e si trasferì alla Sambenedettese Calcio in serie C1 dove segnò solo 1 gol in 10 partite.
A fine 2005 lasciò l'Italia per tornare al Cerro Porteno, dove contribuì alla vittoria del campionato con 5 gol in 12 partite.

## Statistiche

### Cronologia presenze e reti in nazionale
| Cronologia completa delle presenze e delle reti in nazionale ― Paraguay | Cronologia completa delle presenze e delle reti in nazionale ― Paraguay | Cronologia completa delle presenze e delle reti in nazionale ― Paraguay | Cronologia completa delle presenze e delle reti in nazionale ― Paraguay | Cronologia completa delle presenze e delle reti in nazionale ― Paraguay | Cronologia completa delle presenze e delle reti in nazionale ― Paraguay | Cronologia completa delle presenze e delle reti in nazionale ― Paraguay | Cronologia completa delle presenze e delle reti in nazionale ― Paraguay |
| Data                                                                    | Città                                                                   | In casa                                                                 | Risultato                                                               | Ospiti                                                                  | Competizione                                                            | Reti                                                                    | Note                                                                    |
| ----------------------------------------------------------------------- | ----------------------------------------------------------------------- | ----------------------------------------------------------------------- | ----------------------------------------------------------------------- | ----------------------------------------------------------------------- | ----------------------------------------------------------------------- | ----------------------------------------------------------------------- | ----------------------------------------------------------------------- |
| 22-8-2007                                                               | Ciudad del Este                                                         | Paraguay                                                                | 1 – 1                                                                   | Venezuela                                                               | Amichevole                                                              | 1                                                                       | 64’                                                                     |
| Totale                                                                  |                                                                         | Presenze                                                                | 1                                                                       |                                                                         | Reti                                                                    | 1                                                                       |                                                                         |

## Palmarès

### Competizioni nazionali
- Campionato paraguaiano: 3

Cerro Porteño: 2005, 2012, 2013
- Campionato boliviano: 1

The Strongest: Apertura 2013

### Competizioni internazionali
- Coppa Intertoto UEFA: 1

Udinese: 2000